# 梅格斯镇区 (俄亥俄州亚当斯县)
梅格斯镇区（英語：Meigs Township）是美国俄亥俄州亚当斯县的一个镇区，2010年美国人口普查时有3905人居住在该镇区，其中2123人居住在未建制社区。
全州另一个梅格斯镇区位于马斯金格姆县。

## 地理
梅格斯镇区位于亚当斯镇区东部，与以下镇区接壤：
- 布拉顿镇区 - 北
- 富兰克林镇区 - 北
- 赛欧托县拉登镇区 - 东北
- 赛欧托县布拉什克里克镇区 - 东南
- 杰弗逊镇区 - 南,
- 布拉什克里克镇区 - 南
- 蒂芬镇区 - 西南
- 奥利弗镇区 - 西
- 斯科特镇区 - 西北

皮布尔斯位于该镇区北部。

## 历史
梅格斯镇区建于1806年，命名源自小里滕·乔纳森·梅格斯。

## 政府
镇区有3人组成的理事会管理。理事会理事选举在奇数年11月举行，并在来年1月1日开始四年任期。两名理事的选举在总统选举后一年举行，另一名的选举在总统选举前一年举行。镇区财务官亦由选举产生，与一名镇区理事选举同时举行，不过在来年4月1日才开始四年任期。若财务官或理事职位有空缺，将由剩余理事填补。